# بنجامين وليامز (سياسي أمريكي)
بنجامين وليامز (بالإنجليزية: Benjamin Williams)‏ هو سياسي أمريكي، ولد في 1751 في مقاطعة جونستون في الولايات المتحدة، وتوفي في 20 يوليو 1814 في مقاطعة مور في الولايات المتحدة. حزبياً، نشط في الحزب الفيدرالي الأمريكي.

## مناصب
- انتخب حاكم كارولينا الشمالية [الإنجليزية]‏ (1 ديسمبر 1807 – 12 ديسمبر 1808).
- انتخب عضو مجلس نواب كارولينا الشمالية.
- انتخب عضو مجلس ولاية كارولاينا الشمالية.
- انتخب حاكم كارولينا الشمالية [الإنجليزية]‏ (23 نوفمبر 1799 – 6 ديسمبر 1802).
- انتخب عضو مجلس النواب الأمريكي عن دائرة North Carolina's 10th congressional district [الإنجليزية]‏ (4 مارس 1793 – 3 مارس 1795).